# Roberto Sensini
Roberto Néstor Sensini (Arroyo Seco, 12 de outubro de 1966) é um treinador de futebol e ex-futebolista argentino que atuava como zagueiro. Atualmente está sem clube.

## Carreira de jogador
Sua carreira profissional começou em 1986, pelo Newell's Old Boys, na vitória por 3 a 0 sobre o {{Futebol Boca Juniors]]; após 74 partidas e 2 gols marcados,  deixou os Leprosos em 1989 e mudou-se para a Itália no mesmo ano, começando sua longa carreira na Europa jogando pela Udinese, juntamente com o atacante Abel Balbo, seu companheiro na seleção argentina e também revelado pelo Newell's.
Ele jogou 5 temporadas na sua primeira passagem pelos Friulani, antes de se transferir ao Parma em 1994. Em sua primeira passagem na equipe, conquistou 4 títulos (2 Copas da UEFA, uma Supercopa e uma Copa da Itália). Disputou ainda uma temporada (1999/2000) com a Lazio, e foi pelo clube romano onde Sensini conseguiu seu único scudetto. Foi durante a primeira passagem no Parma que o zagueiro obteve a cidadania italiana, em 1996 (seu avô mudou-se para a Argentina em 1911).
De volta ao Parma em 2000, o zagueiro teve tempo de levar mais um título: a Copa da Itália de 2001–02, seu último título pelo clube da Emilia. Sensini retorna à Udinese em 2002, e em 2005, tornou-se um dos protagonistas da classificação surpreendente da Udinese para sua Liga dos Campeões da UEFA (edição de 2005–06). A equipe friulana ficou no Grupo C, com Barcelona, Werder Bremen e Panathinaikos, e teve como ponto alto a vitória por 3 a 0 sobre a equipe grega. Embora terminasse com o mesmo número de pontos, vitórias, empates e derrotas que o Werder Bremen, a Udinese caiu na primeira fase por conta do saldo de -2, contra saldo 0 do clube alemão.
Na última temporada como jogador, Sensin foi um dos jogadores mais velhos da Serie A, segurando o registro até mesmo como o jogador estrangeiro mais velho a marcar um gol na primeira divisão, com 39 anos, dois meses e 26 dias. Com mais de 380 partidas na primeira divisão e mantendo o alto nível de suas atuações, foi apelidado de Nonno (avô), numa brincadeira dos jornalistas italianos. Sua última partida como jogador foi contra a Roma, em janeiro de 2006, aos 39 anos, com outra marca: o de estrangeiro mais velho a disputar jogos da Série A - superada em novembro de 2012 por outro argentino, Javier Zanetti, com 39 anos e 4 meses de idade.

## Treinador
Em 10 de fevereiro, quase um mês após encerrar a carreira, Sensini foi apresentado como novo técnico da Udinese, como substituto do demissionário Serse Cosmi, exercendo a função em parceria com Loris Dominissini. Porém, em 20 de março foi demitido juntamente com Dominissini, depois de uma longa crise de resultados que trouxe o time em perigo de rebaixamento, e ser derrotado na Copa da UEFA pelo time búlgaro do Levski Sofia.
Comandou ainda Estudiantes, Newell's Old Boys, Colón e Atlético de Rafaela, seu último clube.

## Seleção Argentina
Pela seleção argentina estreou em 1987, contra a Alemanha Ocidental, e jogou sua última partida em 2000, contra o Peru. Atuou em 60 jogos, incluindo 3 Copas do Mundo - 1990 (vice-campeão; foi o autor do pênalti que deu a vitória para a Alemanha), 1994 (oitavas-de-final) e 1998 (quartas-de-final) e a Copa América de 1989, na qual foi vice-campeão. 
Foi também medalha de prata nos Jogos Olímpicos de 1996, realizados em Atlanta, nos EUA, como um dos 3 atletas com mais de 23 anos a integrar o plantel. Disputou, ainda, a Copa América de 1989, onde a Argentina ficou em terceiro lugar. Uma lesão muscular impediu o zagueiro de jogar a Copa de 2002.

## Títulos
| Temporada | Clube             | Torneio                    |
| --------- | ----------------- | -------------------------- |
| 1987/1988 | Newell's Old Boys | Primera División Argentina |
| 1995      | Parma             | Copa da UEFA               |
| 1999      | Parma             | Coppa Italia               |
| 1999      | Parma             | Copa da UEFA               |
| 1999-2000 | Lazio             | Serie A                    |
| 2002      | Parma             | Coppa Italia               |